# 杜雯惠
杜雯惠（英語：Ada To Man-Wai，1969年9月10日—），香港電台節目主持、舞台劇演員、編劇、作曲人、作詞人、自由身配音员。1996年起主持電台節目，曾任香港電台第二台及文教組節目主持人超過十年，中間曾退出香港電台，後再任香港數碼廣播有限公司及D100電台節目主持人，2014年8月重返香港電台第一台出任《訴心事家庭》主持人直至節目完結，後續主持《開心日報》，節目結束後，現主力主持《是日快樂》。

## 背景
杜雯惠生於養和醫院，早年分別在香港島跑馬地成和道昇平樓及毓秀街毓秀大廈長大，連自己在內共有2姊1妹。姑母是已故播音員梅梓（原名杜燕芝，杜國威之姊），叔父是編劇家杜國威。杜雯惠就讀立本幼稚園、聖保祿天主教小學及聖保祿中學，其1987年中學畢業時的同班同學計有前民間人權陣線召集人孔令瑜。在校期間是合唱團成員，也曾學習彈結他和彈鋼琴。她還會參與校內及聯校歌唱比賽，與李克勤、戴蘊慧等人競賽，是多項賽事的冠軍得主。於1989年修畢中七預科之前，正等待香港高級程度會考放榜的她到香港港台做暑期工，獲詹小屏取錄，負責為文化組處理影印、搜集資料及其他雜務。
及後，杜雯惠原打算仿效教導她的學校老師一樣投身教育界，惟因學業與公開試表現不優秀而放棄當老師的念頭，並於1989年正式入職成為香港電台文化組員工，1995年10月10日受洪朝豐邀請加入《日月星辰》星期二環節「音樂夜」主持及唱歌，直到1996年起因文化組解體（電台重整架構後變成後來的文教組）而獲節目組曾智華招攬，開始涉足電台節目。她曾在香港電台第二台主持多個受歡迎的電台節目，包括《人間定格》、《音樂感覺杜雯惠》、《極品音樂室》及《天生快活人》等等，部分節目中設有現場樂隊唱歌環節。除電台工作外，杜雯惠不時出演香港電台電視節目，例如《性本善》和《屋簷下》等。舞台劇方面，她參演的作品9成以上均為音樂劇，通常都會有由她創作的歌曲，外間對其評價相當高。而她亦曾推出個人專輯《人間定格》。此外，其創作之音樂劇《白雪公主》原聲大碟由她主唱，可在不同的合輯中找到她的歌曲。
杜雯惠對演戲的興趣始於中學時期，當時杜國威於可立中學教授話劇，對方邀請她去幫忙，如是逐漸對舞台劇產生興趣。杜雯惠接觸戲劇的另一原因出於她喜歡舞台，認為舞台是像魔術一般神奇的東西。她曾獲得1996年第5屆［［香港舞台劇獎］］最佳創作音樂（中英劇團《人生唯願多知己》）及1998年第7屆最佳女主角（喜/鬧劇）獎（春天舞台《窈窕淑女》），亦於1997年第6屆獲提名最佳創作音樂（中天製作《白雪公主》），兩劇均為音樂劇。2006年曾為香港電台電視部「愛．火花」劇集系列之《沒有無言的世界》任編劇及與導演合唱主題曲《念》。該劇集於2007國際電影及電視節獲Certificate for creative excellence及第五十五屆哥倫布國際電影及電視節獲銅獎 。
2011年9月5日杜雯惠相隔8年後重返電台界，加入香港數碼廣播有限公司任節目主持人，主持數碼大戲台節目《音樂真情人》；2011年11月12日起主持數碼大戲台節目《好友感覺》，至2012年10月10日電台停播為止。2013年3月18日起，她加入D100大聲台任節目主持人，主持節目《好友感覺》，直到2014年7月26日最後一集節目播放完畢後離職。及後於2014年8月，由於親子輔導節目《訴心事家庭》的主持鄧藹霖離職，結果她找來杜雯惠，相隔10年後重返香港電台第一台，與丈夫陳錦鴻一起主持該節目，2017年3月再加入《開心日報》節目的常規主持行列至2024年5月節目結束，2019年11月其新節目《調解任務》開播。
2009年參與完《我愛Laughing媽》之後就再沒參與舞台劇，而在2019年在闊別舞台10年後，參與「香港藝術節」中《陪著你走》音樂劇演出。
现時，杜雯惠是自由身配音员，又會繼續參演舞台剧。

## 個人生活
杜雯惠於1997年至1998年於劉雅麗的生日會上認識演員陳錦鴻，繼而一起往戲院觀看《愈快樂愈墜落》。二人於2004年2月15日正式註冊結婚，兒子陳駕樺於2007年5月2日出生。2013年5月與丈夫陳錦鴻及兒子陳駕樺為協康會拍攝廣告，義務協助宣傳正視及協助自閉症兒童，在微博及Facebook得到極大迴響。

## 電台節目
- 香港電台第一台 - 是日快樂
- 香港電台第一台 - 調解任務（2019年11月16日起）
- 香港電台第一台 - 開心日報（2017年3月至2024年5月）
- 香港電台第一台 - 訴心事家庭（與丈夫陳錦鴻一起主持，2014年8月至2019年3月）
- D100大聲台 - 好友感覺
- 香港數碼廣播有限公司數碼大戲台 - 好友感覺
- 香港數碼廣播有限公司數碼大戲台 - 音樂真情人
- 香港電台第二台 - 人間定格
- 香港電台第二台 - AC呵（與羅啟新一起主持）
- 香港電台第二台 - 天生快活人
- 香港電台第二台 - 極品音樂室
- 香港電台第二台 - 音樂感覺杜雯惠
- 香港電台文教組 - 文化大都會（與丁家湘一起主持）
- 香港電台第一、二、五台 - 日月星辰 之 音樂夜（與洪朝豐一起主持）
- 香港電台文教組 - 城市音樂人
- 香港電台文教組 - 讓我們告訴世界
- 香港電台文教組 - 飛越香港舞台
- 香港電台文教組 - 演藝、演藝

## 舞台劇及舞台演出
- 2019年 陪著你走 - 香港藝術節
- 2009年 我愛Laughing媽 - 演戲家族
- 2008年 穿紅靴的貓 - 風車草劇團（重演）
- 2006年 不如跳跳舞 - 演戲家族
- 2005年 壹團騷 Floor Show - 過份音樂劇團（演員、編劇）
- 2005年 龍鳳耍花槍 - 奔騰製作（演員、編劇、作曲）
- 2005年 拚搏英雄傳 - 奔騰製作
- 2004年 Three Show - 杜雯惠、羅敏莊、梁榮忠聯合製作
- 2004年 傳說鐘的故事 - 奔騰製作（演員、編劇、作曲）
- 2003年 星下談 - 康文署主辦
- 2001年 懷舊歡笑花花show - 春天舞台
- 2000年 夢斷維港 - 劇場空間
- 1997年 窈窕淑女 - 春天舞台（演員、作曲、作詞）
- 1996-1997年 播音情人 - 春天舞台（演員、作曲、作詞）
- 1996年 白雪公主 - 中天製作（音樂總監、作曲、作詞）
- 1995年 人生唯願多知己 - 中英劇團（音樂總監、作曲、作詞）
- 1994年 蔗林殺機 - 中英劇團（音樂總監、作曲）
- 又試革命 - 赫墾坊劇團（演員、作曲、作詞）

## 電視節目
- 香港電台電視部 - 1990-1991年《性本善》 之《殺子》、《爆裂家族》、《抑鬱天使》
- 香港電台電視部 - 1994，1996年 《屋簷下》 之《虐妻》、《戀一世的傳說》

## 音樂作品

### 專輯
| 專輯 # | 唱片公司 | 專輯名稱                             | 發行年份      | 曲目 |
| ------ | -------- | ------------------------------------ | ------------- | --- |
| 1st    | 正東唱片 | 人間定格                             | 2003年6月27日 | 曲目 1. 打得火熱（與鄧建明合唱） 2. 風箏與風（與羅敏莊合唱） 3. 高妹前後傳（與胡諾言合唱） 4. 浪子心聲（陳錦鴻獨白） 5. 幾分鐘的約會 6. 假如 7. 今晚夜 8. 不可以逃避 9. 傷信 10. 願 11. 唱一首好歌 12. 有沒有 - 杜雯惠作曲及填詞 13. You've got a friend（與羅敏莊、胡諾言、跳格樂隊（雞蛋、阿雞、熊貓、Lawrence）合唱） |
| 2nd    | -        | 音樂劇《白雪公主》原聲大碟           | 1996年        | 曲目 1. 這裡是我家 2. 女大十八變（與張曦寧） 3. 昐會跟他再遇見（與張崇基） 4. 妒忌 5. 新的友誼 6. 十年前沖過一次涼 7. 為至愛而戰（張崇德主唱） 8. 你說一次我便可以聽到（與張崇德） 9. 心願 10. 餘情記（張崇基主唱） 11. 完結篇 - 音樂                                                                                    |
| 3rd    | 麗音唱片 | 電視劇《難兄難弟之神探李奇》原聲大碟 | 1998年8月20日 | 曲目 - 情動紅的臉（原曲：Changing Partners） - 雙眼紅（原曲：Sad Movies） - 扭腰舞（原曲：Stupid Cupid） - 芳心暗許（原創歌曲） - 我的心似火（原曲：熱情的沙漠） - 現在笑一笑（原創歌曲，主唱：羅嘉良、杜雯惠、黎駿、張可頤）                                                                                            |
| 4th    | 發記唱片 | 蟬 人間                              | 2001年        | 曲目 1. 歌曲：人生樂趣（杜雯惠作曲、填詞、主唱） 2. 故事：禪 3. 音樂：二泉映月 4. 故事：浪 5. 音樂：放低 6. 故事：鬼 7. 音樂：梅花三弄 8. 故事：平常心 9. 故事：死亡 10. 音樂：江河水 11. 故事：鹹淡 12. 故事：天堂與地獄 13. 音樂：寒雅戲水 14. 故事：天生暴躁 15. 故事：放下屠刀 16. 音樂：人生樂趣                    |
| 5th    | 環星音樂 | 有Folk氣非一般民歌演唱會             | 2003年        | 曲目 - 問我 - 偶遇 - 偶然 - Will You Love Me Tomorrow - You've Got a Friend - It's Too Late - Desperado |

### 其他參與專輯
- 2001年　香港電台第二台《RADIO 2 THE FAMILY ALBUM》 ─ 白鴿的傳奇 - 杜雯惠、陳奕迅
- 2002年　黎瑞恩《Dreams Come True》 ─ 一人有一個理想 - 黎瑞恩、杜雯惠、Vani、羅敏莊
- 2002年　鄧建明《Joey Music Factory》 ─ 取消資格 - 杜雯惠、鄧建明
- 2012年　羅敏莊《我做到》 ─ 大丈夫好姊妹 - 羅敏莊、杜雯惠

### 單曲
- 1999年　香港電台廣播劇組《書劍恩仇錄》 ─ 書中劍影 - 杜雯惠作曲、填詞、主唱

## 書籍著作
- 1999年　《我不是男人》 - 次文化堂七字頭出版社，由電台節目《人間定格》廣播劇改編，杜雯惠撰寫
- 2013年　《等著和你聊聊天》 - 大眾書局世界出版社，分享與患自閉症兒子相處的心路歷程

## 外部連結
- 杜雯惠的網頁 （页面存档备份，存于）
- 杜雯惠Ada的Facebook專頁
- 杜雯惠ADA的新浪微博
- 杜雯惠在香港影庫上的簡介
- 香港電台第一台廣播節目「守下留情」杜雯惠訪問（1），2022年8月1日
- 香港電台第一台廣播節目「守下留情」杜雯惠訪問（2），2022年8月2日
- 香港電台第一台廣播節目「守下留情」杜雯惠訪問（3），2022年8月3日
- 香港電台第一台廣播節目「守下留情」杜雯惠訪問（4），2022年8月8日
- 香港電台第一台廣播節目「守下留情」杜雯惠訪問（5），2022年8月9日
- 香港電台第一台廣播節目「守下留情」杜雯惠訪問（6），2022年8月10日